# Championnat d'Europe de football espoirs 2019
Navigation
Euro espoirs 2017 Euro espoirs 2021
La 22e édition du Championnat d'Europe de football espoirs s'est déroulée en Italie et à Saint-Marin du 16 au 30 juin 2019.
L'Italie est désignée hôte de la compétition par le comité de l'UEFA le 9 décembre 2016, à Nyon en Suisse et est par conséquent qualifiée d'office pour la phase finale. 
Ce tournoi a également servi de qualification pour la compétition de football des Jeux olympiques de 2020 au Japon. Les équipes qualifiées pour les demi-finales du championnat ont donc été qualifiées pour les Jeux olympiques. 

## Éliminatoires
Les 55 fédérations de l'UEFA sont inscrites. L'Italie est qualifiée d'office en tant que pays hôte. Saint-Marin, qui participe également à l'organisation en accueillant des matchs, doit en revanche passer par les éliminatoires, ainsi que les 53 autres équipes. Celles-ci se disputent alors les 11 places restantes du tournoi final. La compétition qualificative a lieu de mars 2017 à novembre 2018. Les neuf vainqueurs de groupes sont directement qualifiés pour la phase finale. Les quatre meilleurs deuxièmes jouent des barrages en matchs aller-retour. Les vainqueurs de ces rencontres de barrage sont qualifiés pour la phase finale.

## Équipes qualifiées
| Équipe     | Date de qualification       | Participation | Meilleur résultat                                   |
| ---------- | --------------------------- | ------------- | --------------------------------------------------- |
| Italie     | 9 décembre 2016 (pays hôte) | 18e           | Vainqueur · (1992, 1994, 1996, 2000 et 2004)        |
| Espagne    | 6 septembre 2018            | 14e           | Vainqueur · (1986, 1998, 2011, et 2013)             |
| France     | 7 septembre 2018            | 10e           | Vainqueur · (1988)                                  |
| Angleterre | 11 octobre 2018             | 12e           | Vainqueur · (1982 et 1984)                          |
| Serbie     | 12 octobre 2018             | 9e            | Vainqueur · (1978)                                  |
| Allemagne  | 12 octobre 2018             | 12e           | Vainqueur · (2009 et 2017)                          |
| Croatie    | 15 octobre 2018             | 3e            | Phase de groupes (2000 et 2004)                     |
| Danemark   | 16 octobre 2018             | 8e            | Demi-finaliste (1992 et 2015)                       |
| Belgique   | 16 octobre 2018             | 3e            | Demi-finaliste (2007)                               |
| Roumanie   | 16 octobre 2018             | 2e            | Quart de finaliste (1998)                           |
| Pologne    | 20 novembre 2018            | 6e            | Quart de finaliste (1982, 1984, 1986, 1992 et 1994) |
| Autriche   | 20 novembre 2018            | 1re           | -                                                   |

## Villes et stades sélectionnés
Les 6 stades sélectionnés sont :
- Mapei Stadium-Città del Tricolore, Reggio d'Émilie
- Stade Renato-Dall'Ara, Bologne
- Stade Dino-Manuzzi, Cesena
- Stade Nereo-Rocco, Trieste
- Dacia Arena, Udine
- Stade olympique, Serravalle (Saint-Marin)

| [[Fichier:Italy provincial location map 2016.svg\|300px\|{{#if:\|{{{alt}}}\|Championnat d'Europe de football espoirs 2019 est dans la page Italie.]]Bologna Reggio nell'Emilia Cesena Trieste Udine Saint-Marin Stades du Championnat d'Europe Espoir 2019 | Bologne               | Reggio d'Émilie   | Cesena             |
| --- | --------------------- | ----------------- | ------------------ |
| [[Fichier:Italy provincial location map 2016.svg\|300px\|{{#if:\|{{{alt}}}\|Championnat d'Europe de football espoirs 2019 est dans la page Italie.]]Bologna Reggio nell'Emilia Cesena Trieste Udine Saint-Marin Stades du Championnat d'Europe Espoir 2019 | Stade Renato-Dall'Ara | Mapei Stadium     | Stade Dino-Manuzzi |
| [[Fichier:Italy provincial location map 2016.svg\|300px\|{{#if:\|{{{alt}}}\|Championnat d'Europe de football espoirs 2019 est dans la page Italie.]]Bologna Reggio nell'Emilia Cesena Trieste Udine Saint-Marin Stades du Championnat d'Europe Espoir 2019 | Capacité : 31 000     | Capacité : 21 500 | Capacité : 20 194  |
| [[Fichier:Italy provincial location map 2016.svg\|300px\|{{#if:\|{{{alt}}}\|Championnat d'Europe de football espoirs 2019 est dans la page Italie.]]Bologna Reggio nell'Emilia Cesena Trieste Udine Saint-Marin Stades du Championnat d'Europe Espoir 2019 |                       |                   |                    |
| [[Fichier:Italy provincial location map 2016.svg\|300px\|{{#if:\|{{{alt}}}\|Championnat d'Europe de football espoirs 2019 est dans la page Italie.]]Bologna Reggio nell'Emilia Cesena Trieste Udine Saint-Marin Stades du Championnat d'Europe Espoir 2019 | Trieste               | Udine             | Serravalle         |
| [[Fichier:Italy provincial location map 2016.svg\|300px\|{{#if:\|{{{alt}}}\|Championnat d'Europe de football espoirs 2019 est dans la page Italie.]]Bologna Reggio nell'Emilia Cesena Trieste Udine Saint-Marin Stades du Championnat d'Europe Espoir 2019 | Stade Nereo-Rocco     | Dacia Arena       | Stade Olympique    |
| [[Fichier:Italy provincial location map 2016.svg\|300px\|{{#if:\|{{{alt}}}\|Championnat d'Europe de football espoirs 2019 est dans la page Italie.]]Bologna Reggio nell'Emilia Cesena Trieste Udine Saint-Marin Stades du Championnat d'Europe Espoir 2019 | Capacité : 20 500     | Capacité : 25 151 | Capacité : 4 778   |
| [[Fichier:Italy provincial location map 2016.svg\|300px\|{{#if:\|{{{alt}}}\|Championnat d'Europe de football espoirs 2019 est dans la page Italie.]]Bologna Reggio nell'Emilia Cesena Trieste Udine Saint-Marin Stades du Championnat d'Europe Espoir 2019 |                       |                   |                    |

## Arbitres
| Pays        | Arbitre          | 1er assistant       | 2e assistant            |
| ----------- | ---------------- | ------------------- | ----------------------- |
| Biélorussie | Aleksei Kulbakov | Dzmitry Zhuk        | Aleh Maslianka          |
| Bulgarie    | Georgi Kabakov   | Martin Margaritov   | Diyan Valkov            |
| Israël      | Orel Grinfeld    | Roy Hassan          | Idan Yarkoni            |
| Lettonie    | Andris Treimanis | Haralds Gudermanis  | Aleksejs Spasjonņikovs  |
| Pays-Bas    | Serdar Gözübüyük | Charles Schaap      | Jan de Vries            |
| Roumanie    | István Kovács    | Mihai Ovidiu Artene | Vasile Florin Marinescu |
| Écosse      | Bobby Madden     | Francis Connor      | David Roome             |
| Serbie      | Srđan Jovanović  | Uroš Stojković      | Milan Mihajlović        |
| Suède       | Andreas Ekberg   | Mehmet Culum        | Stefan Hallberg         |

Arbitres assistants vidéo (VAR)
- Stuart Attwell & Paul Tierney
- Ricardo de Burgos Bengoetxea & Xavier Estrada Fernández
- Ruddy Buquet & François Letexier
- Christian Dingert & Tobias Stieler
- Michael Fabbri & Marco Guida
- Jochem Kamphuis & Bas Nijhuis
- Luís Godinho & João Pinheiro

## Tirage au sort
Le tirage au sort de la phase de groupe a eu lieu le 23 novembre 2018 à Bologne.
Le tirage au sort a réparti les 12 équipes en trois groupes de quatre (A, B, C). L'Italie était placée en position A1, les deux meilleures équipes au classement des coefficients des équipes nationales des moins de 21 ans de l'UEFA étant placées dans le Chapeau 1. Les trois équipes qui les suivent au classement figurent dans le Chapeau 2 et les autres nations rejoignent le Chapeau 3.
| Chapeau 1                   | Chapeau 2 | Chapeau 3 |
| --------------------------- | --------- | --------- |
| Italie (pays-hôte)          | Espagne   | Serbie    |
| Allemagne (tenant du titre) | Danemark  | Croatie   |
| Angleterre                  | France    | Belgique  |
|                             |           | Autriche  |
|                             |           | Pologne   |
|                             |           | Roumanie  |

## Phase de groupes

### Groupe A
| Rang | Équipe   | Pts | J | G | N | P | Bp | Bc | Diff |
| ---- | -------- | --- | - | - | - | - | -- | -- | ---- |
| 1    | Espagne  | 6   | 3 | 2 | 0 | 1 | 8  | 4  | +4   |
| 2    | Italie   | 6   | 3 | 2 | 0 | 1 | 6  | 3  | +3   |
| 3    | Pologne  | 6   | 3 | 2 | 0 | 1 | 4  | 7  | -3   |
| 4    | Belgique | 0   | 3 | 0 | 0 | 3 | 4  | 8  | -4   |

1re journée
| 16 juin 2019 | Pologne                                    | 3 - 2   | Belgique                   | Mapei Stadium-Città del Tricolore, Reggio d'Émilie |                           |
| 18 h 30      | Żurkowski 26e · Bielik 52e · Szymański 79e | (1 - 1) | 16e Leya Isaka · 84e Cools | Arbitrage : István Kovács                          | Arbitrage : István Kovács |
| 18 h 30      | Rapport                                    |         |                            | Arbitrage : István Kovács                          | Arbitrage : István Kovács |

| 16 juin 2019 | Italie                                 | 3 - 1   | Espagne     | Stade Renato-Dall'Ara, Bologne |                              |
| 21 h 00      | Chiesa 36e 64e · Pellegrini 82e (pen.) | (1 - 1) | 9e Ceballos | Arbitrage : Serdar Gözübüyük   | Arbitrage : Serdar Gözübüyük |
| 21 h 00      | Rapport                                |         |             | Arbitrage : Serdar Gözübüyük   | Arbitrage : Serdar Gözübüyük |

2e journée
| 19 juin 2019 | Espagne               | 2 - 1   | Belgique    | Mapei Stadium-Città del Tricolore, Reggio d'Émilie |                              |
| 18 h 30      | Olmo 7e · Fornals 89e | (1 - 1) | 24e Bornauw | Arbitrage : Andris Treimanis                       | Arbitrage : Andris Treimanis |
| 18 h 30      | Rapport               |         |             | Arbitrage : Andris Treimanis                       | Arbitrage : Andris Treimanis |

| 19 juin 2019 | Italie  | 0 - 1   | Pologne    | Stade Renato-Dall'Ara, Bologne |                              |
| 21 h 00      |         | (0 - 1) | 40e Bielik | Arbitrage : Aleksei Kulbakov   | Arbitrage : Aleksei Kulbakov |
| 21 h 00      | Rapport |         |            | Arbitrage : Aleksei Kulbakov   | Arbitrage : Aleksei Kulbakov |

3e journée
| 22 juin 2019 | Belgique        | 1 - 3   | Italie                                 | Mapei Stadium-Città del Tricolore, Reggio d'Émilie |                             |
| 21 h 00      | Verschaeren 79e | (0 - 1) | 44e Barella · 53e Cutrone · 89e Chiesa | Arbitrage : Srđan Jovanović                        | Arbitrage : Srđan Jovanović |
| 21 h 00      | Rapport         |         |                                        | Arbitrage : Srđan Jovanović                        | Arbitrage : Srđan Jovanović |

| 22 juin 2019 | Espagne                                                             | 5 - 0   | Pologne | Stade Renato-Dall'Ara, Bologne |                          |
| 21 h 00      | Fornals 17e · Oyarzabal 35e · Ruiz 39e · Ceballos 71e · Mayoral 90e | (3 - 0) |         | Arbitrage : Bobby Madden       | Arbitrage : Bobby Madden |
| 21 h 00      | Rapport                                                             |         |         | Arbitrage : Bobby Madden       | Arbitrage : Bobby Madden |

### Groupe B
| Rang | Équipe    | Pts | J | G | N | P | Bp | Bc | Diff |
| ---- | --------- | --- | - | - | - | - | -- | -- | ---- |
| 1    | Allemagne | 7   | 3 | 2 | 1 | 0 | 10 | 3  | +7   |
| 2    | Danemark  | 6   | 3 | 2 | 0 | 1 | 6  | 4  | +2   |
| 3    | Autriche  | 4   | 3 | 1 | 1 | 1 | 4  | 4  | 0    |
| 4    | Serbie    | 0   | 3 | 0 | 0 | 3 | 1  | 10 | -9   |

1re journée
| 17 juin 2019 | Serbie  | 0 - 2   | Autriche               | Stade Nereo-Rocco, Trieste |                            |
| 18 h 30      |         | (0 - 1) | 37e Wolf · 78e Horvath | Arbitrage : Andreas Ekberg | Arbitrage : Andreas Ekberg |
| 18 h 30      | Rapport |         |                        | Arbitrage : Andreas Ekberg | Arbitrage : Andreas Ekberg |

| 17 juin 2019 | Allemagne                         | 3 - 1   | Danemark        | Stade Friuli, Udine       |                           |
| 21 h 00      | Richter 28e 52e · Waldschmidt 65e | (1 - 0) | 73e (pen.) Skov | Arbitrage : Orel Grinfeld | Arbitrage : Orel Grinfeld |
| 21 h 00      | Rapport                           |         |                 | Arbitrage : Orel Grinfeld | Arbitrage : Orel Grinfeld |

2e journée
| 20 juin 2019 | Danemark                         | 3 - 1   | Autriche     | Stade Friuli, Udine        |                            |
| 18 h 30      | Mæhle 33e 77e · Skov Olsen 90+3e | (1 - 0) | 47e Lienhart | Arbitrage : Georgi Kabakov | Arbitrage : Georgi Kabakov |
| 18 h 30      | Rapport                          |         |              | Arbitrage : Georgi Kabakov | Arbitrage : Georgi Kabakov |

| 20 juin 2019 | Allemagne                                                        | 6 - 1   | Serbie              | Stade Nereo-Rocco, Trieste |                           |
| 21 h 00      | Richter 16e · Waldschmidt 30e 37e 80e · Dahoud 69e · Maier 90+2e | (3 - 0) | 85e (pen.) Živković | Arbitrage : István Kovács  | Arbitrage : István Kovács |
| 21 h 00      | Rapport                                                          |         |                     | Arbitrage : István Kovács  | Arbitrage : István Kovács |

3e journée
| 23 juin 2019 | Autriche         | 1 - 1   | Allemagne       | Stade Friuli, Udine          |                              |
| 21 h 00      | Danso 24e (pen.) | (1 - 1) | 14e Waldschmidt | Arbitrage : Andris Treimanis | Arbitrage : Andris Treimanis |
| 21 h 00      | Rapport          |         |                 | Arbitrage : Andris Treimanis | Arbitrage : Andris Treimanis |

| 23 juin 2019 | Danemark                         | 2 - 0   | Serbie | Stade Nereo-Rocco, Trieste   |                              |
| 21 h 00      | Bruun Larsen 21e · Rasmussen 51e | (1 - 0) |        | Arbitrage : Aleksei Kulbakov | Arbitrage : Aleksei Kulbakov |
| 21 h 00      | Rapport                          |         |        | Arbitrage : Aleksei Kulbakov | Arbitrage : Aleksei Kulbakov |

### Groupe C
| Rang | Équipe     | Pts | J | G | N | P | Bp | Bc | Diff |
| ---- | ---------- | --- | - | - | - | - | -- | -- | ---- |
| 1    | Roumanie   | 7   | 3 | 2 | 1 | 0 | 8  | 3  | +5   |
| 2    | France     | 7   | 3 | 2 | 1 | 0 | 3  | 1  | +2   |
| 3    | Angleterre | 1   | 3 | 0 | 1 | 2 | 6  | 9  | -3   |
| 4    | Croatie    | 1   | 3 | 0 | 1 | 2 | 4  | 8  | -4   |

1re journée
| 18 juin 2019 | Roumanie                                                | 4 - 1   | Croatie    | Stade olympique, Serravalle (Saint-Marin) |                          |
| 18 h 30      | Pușcaș 11e (pen.) · Hagi 14e · Băluță 66e · Petre 90+3e | (2 - 1) | 18e Vlašić | Arbitrage : Bobby Madden                  | Arbitrage : Bobby Madden |
| 18 h 30      | Rapport                                                 |         |            | Arbitrage : Bobby Madden                  | Arbitrage : Bobby Madden |

| 18 juin 2019 | Angleterre | 1 - 2   | France                              | Stade Dino-Manuzzi, Cesena  |                             |
| 21 h 00      | Foden 54e  | (0 - 0) | 89e Ikoné · 90+5e (csc) Wan-Bissaka | Arbitrage : Srđan Jovanović | Arbitrage : Srđan Jovanović |
| 21 h 00      | Rapport    |         |                                     | Arbitrage : Srđan Jovanović | Arbitrage : Srđan Jovanović |

2e journée
| 21 juin 2019 | Angleterre             | 2 - 4   | Roumanie                                       | Stade Dino-Manuzzi, Cesena                     |                                                |
| 18 h 30      | Gray 79e · Abraham 87e | (0 - 0) | 76e (pen.) Pușcaș · 85e Hagi · 88e 90+3e Coman | Spectateurs : 8 440 Arbitrage : Andreas Ekberg | Spectateurs : 8 440 Arbitrage : Andreas Ekberg |
| 18 h 30      | Rapport                |         |                                                | Spectateurs : 8 440 Arbitrage : Andreas Ekberg | Spectateurs : 8 440 Arbitrage : Andreas Ekberg |

| 21 juin 2019 | France     | 1 - 0   | Croatie | Stade olympique, Serravalle (Saint-Marin) |                              |
| 21 h 00      | Dembélé 8e | (1 - 0) |         | Arbitrage : Serdar Gözübüyük              | Arbitrage : Serdar Gözübüyük |
| 21 h 00      | Rapport    |         |         | Arbitrage : Serdar Gözübüyük              | Arbitrage : Serdar Gözübüyük |

3e journée
| 24 juin 2019 | Croatie                      | 3 - 3   | Angleterre                                   | Stade olympique, Serravalle (Saint-Marin) |                           |
| 21 h 00      | Brekalo 39e 82e · Vlašić 62e | (1 - 1) | 11e (pen.) Nelson · 48e Maddison · 70e Kenny | Arbitrage : Orel Grinfeld                 | Arbitrage : Orel Grinfeld |
| 21 h 00      | Rapport                      |         |                                              | Arbitrage : Orel Grinfeld                 | Arbitrage : Orel Grinfeld |

| 24 juin 2019 | France  | 0 - 0   | Roumanie | Stade Dino-Manuzzi, Cesena |                            |
| 21 h 00      |         | (0 - 0) |          | Arbitrage : Georgi Kabakov | Arbitrage : Georgi Kabakov |
| 21 h 00      | Rapport |         |          | Arbitrage : Georgi Kabakov | Arbitrage : Georgi Kabakov |

### Meilleur second
Le meilleur second de groupe (classement comparatif) est le quatrième qualifié pour le dernier carré.
| Classement | Équipe   | Pts | J | G | N | P | Bp | Bc | Diff |
| ---------- | -------- | --- | - | - | - | - | -- | -- | ---- |
| 1 (C)      | France   | 7   | 3 | 2 | 1 | 0 | 3  | 1  | +2   |
| 2 (A)      | Italie   | 6   | 3 | 2 | 0 | 1 | 6  | 3  | +3   |
| 3 (B)      | Danemark | 6   | 3 | 2 | 0 | 1 | 6  | 4  | +2   |

## Tableau final
|  | Demi-finales                     | Demi-finales          | Demi-finales          | Demi-finales          |         |         | Finale             | Finale             | Finale             | Finale             |
|  |                                  |                       |                       |                       |         |         |                    |                    |                    |                    |
|  | 27 juin 2019, Bologne            | 27 juin 2019, Bologne | 27 juin 2019, Bologne | 27 juin 2019, Bologne |         |         | 30 juin 2019 Udine | 30 juin 2019 Udine | 30 juin 2019 Udine | 30 juin 2019 Udine |
|  | Espagne                          | Espagne               | 4                     | 4                     |         |         | 30 juin 2019 Udine | 30 juin 2019 Udine | 30 juin 2019 Udine | 30 juin 2019 Udine |
|  | Espagne                          | Espagne               | 4                     | 4                     |         |         | 30 juin 2019 Udine | 30 juin 2019 Udine | 30 juin 2019 Udine | 30 juin 2019 Udine |
|  | France                           | France                | 1                     | 1                     |         |         | 30 juin 2019 Udine | 30 juin 2019 Udine | 30 juin 2019 Udine | 30 juin 2019 Udine |
|  | France                           | France                | 1                     | 1                     | Espagne | Espagne | 2                  | 2                  |                    |                    |
|  | 27 juin 2019, Reggio nell'Emilia |                       |                       |                       | Espagne | Espagne | 2                  | 2                  |                    |                    |
|  |                                  |                       | Allemagne             | Allemagne             | 1       | 1       |                    |                    |                    |                    |
|  | Allemagne                        | Allemagne             | Allemagne             | Allemagne             | 1       | 1       | 4                  | 4                  |                    |                    |
|  | Allemagne                        | Allemagne             |                       |                       |         |         |                    | 4                  |                    |                    |
|  | Roumanie                         | Roumanie              | 2                     | 2                     |         |         |                    |                    |                    |                    |
|  | Roumanie                         | Roumanie              | 2                     | 2                     |         |         |                    |                    |                    |                    |

### Demi-finales
| 27 juin 2019 | Allemagne                                    | 4 - 2   | Roumanie                                | Stade Renato-Dall'Ara, Bologne |                           |
| 18 h 00      | Amiri 21e 90+4e · Waldschmidt 51e (pen.) 90e | (1 - 2) | 26e (pen.) 44e Pușcaș · , 90+2e Pașcanu | Arbitrage : Orel Grinfeld      | Arbitrage : Orel Grinfeld |
| 18 h 00      | Rapport                                      |         |                                         | Arbitrage : Orel Grinfeld      | Arbitrage : Orel Grinfeld |

| 27 juin 2019 | Espagne                                                    | 4 - 1   | France            | Mapei Stadium-Città del Tricolore, Reggio d'Émilie |                            |
| 21 h 00      | Roca 28e · Oyarzabal 45+5e (pen.) · Olmo 47e · Mayoral 66e | (2 - 1) | Mateta 16e (pen.) | Arbitrage : Georgi Kabakov                         | Arbitrage : Georgi Kabakov |
| 21 h 00      | Rapport                                                    |         |                   | Arbitrage : Georgi Kabakov                         | Arbitrage : Georgi Kabakov |

### Finale
| 30 juin 2019 | Espagne            | 2 - 1   | Allemagne | Stade Friuli, Udine                         |                                             |
| 20h45        | Ruiz 7e · Olmo 69e | (1 - 0) | 88e Amiri | Spectateurs : ? Arbitrage : Srdan Jovanovic | Spectateurs : ? Arbitrage : Srdan Jovanovic |

## Effectifs des équipes finalistes
| Vainqueurs | Finalistes |
| --- | --- |
| Espagne · Antonio Sivera · Jesús Vallejo · Aarón Martín · Jorge Meré · Unai Núñez · Fabián Ruiz · Carlos Soler · Mikel Merino · Borja Mayoral · Dani Ceballos · Mikel Oyarzabal · Manu Vallejo · Unai Simón · Igor Zubeldia · Martín Aguirregabiria · Pol Lirola · Alfonso Pedraza · Rafa Mir · Dani Olmo · Júnior Firpo · Marc Roca · Pablo Fornals · Dani Martín · Sélectionneur : Luis de la Fuente | Allemagne · Alexander Nübel · Benjamin Henrichs · Lukas Klostermann · Jonathan Tah · Timo Baumgartl · Maximilian Eggestein · Levin Öztunalı · Mahmoud Dahoud · Lukas Nmecha · Luca Waldschmidt · Marco Richter · Florian Müller · Johannes Eggestein · Maximilian Mittelstädt · Waldemar Anton · Suat Serdar · Felix Uduokhai · Nadiem Amiri · Florian Neuhaus · Robin Koch · Arne Maier · Eduard Löwen · Markus Schubert · Sélectionneur : Stefan Kuntz |

## Récompenses

### Meilleur joueur et meilleur buteur
|                                                                     |             |
| \| Pays \| Joueur \| \| ---- \| ----------- \| \| \| Fabián Ruiz \| |             |
| Pays                                                                | Joueur      |
|                                                                     | Fabián Ruiz |

| Pays | Joueur      |
| ---- | ----------- |
|      | Fabián Ruiz |

| |                  |      |
| \| Pays \| Joueur \| Buts \| \| ---- \| ---------------- \| ---- \| \| \| Luca Waldschmidt \| 7 \| |                  |      |
| Pays                                                                                               | Joueur           | Buts |
| | Luca Waldschmidt | 7    |

| Pays | Joueur           | Buts |
| ---- | ---------------- | ---- |
|      | Luca Waldschmidt | 7    |

### Équipe-type
| Gardiens        | Défenseurs                                                     | Milieux                                                             | Attaquants    |
| --------------- | -------------------------------------------------------------- | ------------------------------------------------------------------- | ------------- |
| Alexander Nübel | Lukas Klostermann Jonathan Tah Jesús Vallejo Benjamin Henrichs | Fabián Ruiz Mahmoud Dahoud Dani Olmo Luca Waldschmidt Dani Ceballos | George Pușcaș |

## Qualification pour les Jeux olympiques d'été 2020
Les quatre demi-finalistes du championnat d'Europe espoirs sont qualifiés pour le tournoi masculin de football aux Jeux olympiques d'été de 2020.
| Équipe    | Qualifications précédentes                                       |
| --------- | ---------------------------------------------------------------- |
| Espagne   | 1920, 1924, 1928, 1968, 1976, 1980, 1992, 1996, 2000, 2012       |
| Allemagne | 1912, 1928, 1936, 1952, 1956, 1972, 1984, 1988, 2016             |
| Roumanie  | 1924, 1952, 1964                                                 |
| France    | 1908, 1920, 1924, 1928, 1948, 1952, 1960, 1968, 1976, 1984, 1996 |